# شورش میوچونگ
شورش میوچونگ(۱۹ ژانویه ۱۱۳۵ - ۴ ژانویه ۱۱۳۶) شورشی بود که در زمان سلطنت پادشاه گوریو اینجونگ، زمانی که نقشه فتح سلسله جین و انتقال پایتخت به سوگونگ توسط راهب میوچونگ و دیگران به دلیل مانع تراشی اشراف گه سونگ شکست خورد ، در سوگونگ رخ داد، نام نظامی آن چونگیون چونگویگون اعلام گشت و انگیزه آن احیای امپراتوری گوگوریو از دل خاک بود. این شورش که یک ایدئولوژی ملی جدید به نام دِویگوک بود، توسط نیروی سرکوب به فرماندهی کیم بوشیک(نویسنده کتاب سامگوک ساگی) مورد حمله قرار گرفت و باعث تفرقه داخلی شد، اما به مدت یک سال به شدت ادامه یافت.

## پیش زمینه

### سلطنت درآشوب اینجونگ
دربار گوریو تحت فرمانروایی پادشاه اینجونگ، پیش از ظهور میوچونگ در وضعیت بحرانی عمیقی قرار داشت. رویداد اصلی بی‌ثبات‌کننده، شورش سال ۱۱۲۶ یی جا گیوم، پدربزرگ مادری و پدرزن خود پادشاه بود. این تلاش برای کودتا، هرچند در نهایت ناموفق ماند، منجر به آتش‌سوزی فاجعه‌بار کاخ سلطنتی در پایتخت، گه‌گیونگ شد. این رویداد چیزی فراتر از یک تخریب معماری بود؛ این نمادی از فروپاشی اقتدار سلطنتی و فساد عمیق در طبقه حاکم اشرافی «مون‌بول» بود. پادشاه اینجونگ که به سختی از این مهلکه جان سالم به در برده بود، با تختی ضعیف و نیازی مبرم به یک مسیر سیاسی جدید برای بازپس‌گیری قدرت و احیای بخت و اقبال ملت روبرو شد.

### برتری جورچن‌ها بحران گوریو
از نظر خارجی، چشم‌انداز ژئوپلیتیکی شرق آسیا به شدت دگرگون شده بود. مردم جورچن، که زمانی قبیله‌ای خراج‌گزار دولت پیشین گوریو، یعنی گوگوریو، بودند، دودمان قدرتمند جین را تأسیس کرده، لیائوی خیتان را فتح کرده و دودمان سونگ چین را به جنوب رودخانه یانگ تسه رانده بودند. جین که اکنون هژمون بلامنازع منطقه بود، فشار عظیمی بر گوریو وارد کرد و خواستار آن شد که رسماً جایگاه دولت خراجگزار را بپذیرد و سیاست ساده "خدمت به بزرگ" را اتخاذ کند. این خواسته برای نخبگان گوریو که جورچن‌ها را به عنوان زیردستان به یاد داشتند، عمیقاً تحقیرآمیز بود. دربار به شدت بین کسانی که از تسلیم عمل‌گرایانه برای جلوگیری از جنگ حمایت می‌کردند و کسانی که خواهان مقاومت سرسختانه برای حفظ حاکمیت گوریو بودند، دچار اختلاف شد.

## انگیزه ها
میوچونگ در شورش خود دولت جدیدی به نام "دِویگوک" اعلام کرد."دِوی" یا "ده‌وی" شباهت زبانی به نام رسمی گوگوریو در اواخر عمرش مثل ته مو‌یونگ دارد.
هدف از این نامگذاری، بازگرداندن شکوه امپراتوری گوگوریو بود، نه صرفاً شورش علیه دولت مرکزی.
بسیاری از فرماندهان، مقامات و خانواده‌های اشرافی شمال کره که تبار خود را به گوگوریو می‌رساندند از شورش حمایت کردند.

## داستان دو پایتخت

### گه‌گیونگ(کاسونگ)
پایتخت وقت و خانه اشرافیت تثبیت‌شده مونبول بود که بسیاری از آنها نسب خود را به دودمان شیلا می‌رساندند. این جناح، به رهبری شخصیت‌هایی مانند کیم بوشیک، عموماً محافظه‌کار، چین‌گرا و طرفدار یک وضع موجود بوروکراتیک مبتنی بر کنفوسیوس‌گرایی بودند. آنها ثبات را در حفظ روابط خراجگزاری با قدرت مسلط قاره‌ای می‌دیدند.

### سوگیونگ(پیونگ‌یانگ)
پایتخت غربی و قلب باستانی امپراتوری قدرتمند گوگوریو بود. این شهر نمادی از گذشته رزمی کره و توسعه‌طلبی شمالی آن بود. جناح سوگیونگ تجسم یک روحیه ملی‌گرایانه‌تر و مستقل‌تر بود و از احیای شکوه گوگوریو و بازپس‌گیری سرزمین‌های از دست رفته در منچوری حمایت می‌کرد. این شهر یک پایگاه استراتژیک حیاتی برای هرگونه سیاست شمالی محسوب می‌شد، سنتی که توسط بنیانگذار گوریو، وانگ‌گون، پایه‌گذاری شده بود.

## تشکیل دولت دِه‌وی
میوچونگ و متحدانش که جاه‌طلبی‌های سیاسی‌شان ناکام مانده بود، آخرین حرکت خود را انجام دادند. در ژانویه ۱۱۳۵، آنها یک شورش تمام‌عیار را در سوگیونگ آغاز کردند. آنها کنترل شهر را به دست گرفتند، مقامات وفادار به گه‌گیونگ را زندانی کردند و تمام ارتباطات جنوب گذرگاه جابیریونگ را قطع کردند.   
آنها تأسیس یک دولت جدید به نام ده‌وی را اعلام کردند، نام عصر خود را چونگه که معنی آن گشایش آسمان بود گذاشتند و ارتش خود را چونگیون چونگ‌اوی-گون یعنی"ارتش وفادار و صالح فرستاده شده از آسمان" نامیدند. این صرفاً یک کودتا نبود؛ این اعلام یک دولت جدید، مستقل و امپراتوری بود که قصد داشت جایگزین گوریو شود.

### پاسخ کارزار کیم بو شیک
دربار گه‌گیونگ به سرعت واکنش نشان داد. پادشاه اینجونگ، کیم بو شیک را به عنوان فرمانده کل پیونگ‌سو وونسو لشکرکشی تنبیهی منصوب کرد. 
اولین حرکت کیم بو شیک سیاسی بود، نه نظامی. قبل از اینکه ارتشش حتی پایتخت را ترک کند، او دستور اعدام فوری هواداران کلیدی سوگیونگ را که در گه‌گیونگ باقی مانده بودند، صادر کرد، از جمله راهب بک سوهان مقام رسمی کیم آن و مشهورتر از همه، شاعر برجسته جونگ جی سانگ. این اقدام بی‌رحمانه هرگونه ستون پنجم بالقوه را از بین برد و پیام ترسناکی از عزم دولت ارسال کرد.

### ترور میوچونگ
ارتش کیم بوشیک به سمت شمال پیشروی کرد و با جلب وفاداری قلعه‌های اطراف، سوگیونگ را منزوی ساخت. رهبری شورشیان که با شتاب نظامی و سیاسی قاطع دولت روبرو بود، دچار تفرقه شد.   
فرمانده شورشیان، جو گوانگ (조광)، که این هدف را ناامیدکننده می‌دید، تلاشی مذبوحانه برای کسب عفو کرد. تنها چند هفته پس از شروع شورش، او به همراه متحدانش، میوچونگ و حامی اصلی او یو چام (유참) را ترور کرد. سپس سر میوچونگ را به عنوان نشانه تسلیم به پایتخت فرستاد.   
با این حال، دولت گه‌گیونگ، با اصرار کیم بوشیک، این پیشنهاد را رد کرد و فرستاده جو گوانگ را به زندان انداخت. این امر جو گوانگ و شورشیان باقی‌مانده را بدون هیچ راهی برای بقا جز جنگیدن تا پای مرگ باقی گذاشت. این تصمیم کیم بو شیک برای رد تسلیم، یک نقطه عطف حیاتی بود. یک پاسخ ملایم‌تر ممکن بود درگیری را در عرض چند هفته پایان دهد. با رد هرگونه مذاکره، کیم بو شیک شورشیان را در گوشه‌ای قرار داد و درگیری را از یک کودتای با انگیزه سیاسی به یک جنگ نابودگرانه و یک ساله تبدیل کرد. این نشان می‌دهد که هدف کیم بو شیک فقط سرکوب شورش نبود، بلکه ریشه‌کن کردن کامل جناح سوگیونگ به عنوان یک نیروی سیاسی بود.

## پیش از نبرد
کیم بوشیک و نخبگان گه‌گیونگ قهرمانان عقل‌گرایی کنفوسیوسی و یک نظم جهانی سلسله‌مراتبی با چین در مرکز آن بودند. در مقابل، میوچونگ با مهارت ترکیبی قدرتمند از بودیسم، تائوئیسم و اصول بومی ژئومانسی کره‌ای معروف به پونگ‌سو-جیری را به کار گرفت. او استدلال می‌کرد که بخت و اقبال سیاسی و نظامی دولت به طور ذاتی با انرژی زمینی خود سرزمین گره خورده است—ایده‌ای که نفوذ عظیمی بر تمام سطوح جامعه گوریو داشت.   
یک زنجیره علّی روشن وجود دارد، اولاً، شورش یی جا گیوم در سال ۱۱۲۶ اقتدار پادشاه را در هم شکست و او را در جستجوی یک پایگاه قدرت جدید در خارج از اشرافیت فاسد گه‌گیونگ رها کرد. ثانیاً، ظهور دودمان جین یک بحران وجودی و هویتی ایجاد کرد و گوریو را مجبور به انتخاب بین تسلیم تحقیرآمیز ساده و مقاومت پرخطر کرد. این دو عامل، رقابت دیرینه منطقه‌ای و ایدئولوژیک بین جناح‌های گه‌گیونگ (محافظه‌کار، کنفوسیوسی، میراث‌دار شیلا) و سوگیونگ (توسعه‌طلب، بودایی/ژئومانتیک، میراث‌دار گوگوریو) را شعله‌ور ساخت. میوچونگ به عنوان کاتالیزور کامل ظهور کرد. برنامه او—انتقال پایتخت به سوگیونگ، اعلام گوریو به عنوان یک امپراتوری، و فتح جین—یک راه‌حل واحد و ظریف بود که به طور همزمان به هر سه مشکل پاسخ می‌داد. این برنامه به پادشاه یک پایگاه قدرت جدید، راهی برای بازگرداندن غرور ملی و روشی برای توانمندسازی جناح به حاشیه رانده شده سوگیونگ ارائه می‌داد. بنابراین، میوچونگ این جنبش را خلق نکرد؛ او به طوفان نارضایتی از پیش موجود، نام و جهت بخشید.

### جنبش سوگیونگ و مسیر جنگ
میوچونگ، راهب بودایی اهل سوگیونگ، توسط حامیانش در دربار، به ویژه شاعر برجسته جونگ جی سانگ (정지상)، به پادشاه اینجونگ معرفی شد. میوچونگ، که با نام جونگسیم(정심) نیز شناخته می‌شد، از تسلط خود بر ژئومانسی (پونگ‌سو) و پیشگویی برای جلب اعتماد پادشاه استفاده کرد. او استدلال کرد که تمام بدبختی‌های گوریو—از بی‌ثباتی سیاسی گرفته تا تهدیدات خارجی—ناشی از این واقعیت است که انرژی حیاتی (jideok) پایتخت گه‌گیونگ تحلیل رفته است. 

### طرح بزرگ کارزار انتقال پایتخت
راه‌حل پیشنهادی میوچونگ رادیکال بود: انتقال پایتخت به سوگیونگ، به ویژه به مکانی که او آن را ده‌هواسه (대화세)، محلی با انرژی فرخنده عظیم، شناسایی کرده بود. او وعده‌های جسورانه‌ای به پادشاه اینجونگ داد:
اگر کاخ جدیدی ساخته شود و پایتخت منتقل گردد، گوریو قادر به فتح دودمان جین خواهد شد و سی و شش کشور خارجی تسلیم شده و خراج خواهند پرداخت.
پادشاه که متقاعد شده بود، در سال ۱۱۲۸ دستور ساخت کاخ بزرگ جدیدی به نام ده‌هواگونگ(대화궁) را در سوگیونگ صادر کرد. این پروژه با سرعتی چشمگیر تا بهار ۱۱۲۹ به پایان رسید. دیگر پیشنهادهای میوچونگ شامل اعلام اینجونگ به عنوان امپراتور (چینگجه گون‌وون،칭제건원)، اتخاذ نام عصر منحصر به فرد گوریو، و آغاز یک لشکرکشی شمالی برای مجازات جین (گومگوک جونگبول،금국정벌) بود.   

### ضدحمله جناح گه‌گیونگ
هیئت حاکمه گه‌گیونگ، به رهبری مقام دانشمند و قدرتمند کیم بوشیک، به شدت با این انتقال که قدرت ریشه‌دار آنها را تهدید می‌کرد، مخالفت ورزید. آنها به میوچونگ به عنوان یک شارلاتان و به ایده‌هایش به عنوان خرافات خطرناک حمله کردند.   
وقایع به زودی علیه میوچونگ چرخید. پیشگویی‌های بزرگ او پس از ساخت ده‌هواگونگ محقق نشد. بدتر از آن، مجموعه‌ای از نشانه‌های شوم رخ داد، از جمله برخورد صاعقه به کاخ جدید و طوفان شدیدی که در حین یک سفر سلطنتی به سوگیونگ تلفات زیادی به بار آورد.   
اعتبار میوچونگ زمانی به طور مرگباری آسیب دید که در یک فریب آشکار گرفتار شد. او برای ایجاد یک نشانه "معجزه‌آسا"، کیک‌های برنجی بزرگی را که با روغن پر شده بودند، در رودخانه ته‌دونگ غرق کرد که باعث ایجاد یک درخشش رنگین‌کمانی بر روی آب شد. او ادعا کرد که این بزاق یک اژدهای خیرخواه و نشانه‌ای از تأیید آسمانی است. این حقه فاش شد و ایمان پادشاه به او از بین رفت. پادشاه اینجونگ که با فشار فزاینده جناح کیم بوشیک روبرو بود، سرانجام برنامه انتقال پایتخت را لغو کرد.

## محاصره سوگیونگ
شورش که اکنون توسط جو گوانگِ به دام افتاده رهبری می‌شد، برای یک سال دیگر ادامه یافت. شورشیان از درون دیوارهای مستحکم سوگیونگ مقاومت شدید و بی‌فایده‌ای از خود نشان دادند. آنها حتی دیوارهای دفاعی جدیدی در امتداد رودخانه ساختند.   
ارتش دولتی کیم بو شیک، که در پنج لشکر سازماندهی شده بود، محاصره‌ای طولانی را آغاز کرد. نبردها شامل درگیری‌های پراکنده، حملات ناموفق و جنگ روانی بود. یک تاکتیک کلیدی دولت، ساخت یک تپه خاکی عظیم برای تسلط و حمله به دیوارهای شهر بود، پروژه‌ای که به بیش از ۲۰,۰۰۰ کارگر نیاز داشت. محاصره به درازا کشید و جمعیت داخل سوگیونگ شروع به رنج بردن از کمبود شدید مواد غذایی و قحطی کردند.

## سقوط ده‌ِوی
در فوریه ۱۱۳۶، پس از بیش از یک سال مقاومت، نیروهای دولتی حمله نهایی و قاطعی را آغاز کردند، که احتمالاً توسط فرماندهانی که از تاکتیک‌های محاصره محتاطانه کیم بو شیک بی‌صبر شده بودند، تحریک شد. این حمله شورشیان بی‌روحیه و گرسنه را غافلگیر کرد. ارتش دولتی به دفاعیات نفوذ کرد و خطوط شورشیان فروپاشید.   
رهبری شورشیان، از جمله جو گوانگ، با دیدن اینکه همه چیز از دست رفته است، با به آتش کشیدن خود دست به خودکشی دسته‌جمعی زدند. شورشیان باقی‌مانده تسلیم شدند و این قیام خونین به پایان رسید. جسد میوچونگ بعداً نبش قبر شد و پس از مرگ مثله گردید.فروپاشی سریع داخلی شورش، ضعف بنیادین آن را آشکار می‌کند. میوچونگ ایدئولوگ کاریزماتیک بود، اما رهبری عملی او به وضوح ضعیف بود. لحظه‌ای که فشار نظامی اعمال شد، رهبر نظامی عمل‌گراتر، جو گوانگ، کنترل را به دست گرفت. تصمیم جو گوانگ برای ترور میوچونگ یک حرکت سیاسی حساب‌شده بود، نه یک خیانت از روی اصول. او تلاش کرد تا چهره "مرتد" را با بقای بقیه جناح سوگیونگ معامله کند. این نشان می‌دهد که شورش یک ائتلاف مصلحتی بود، نه یک جنبش متحد با وفاداری تزلزل‌ناپذیر به میوچونگ.

## پیامد ها

### تسویه حساب سیاسی
پیامد فوری شکست شورش، پیروزی سیاسی کامل اشرافیت مدنی مستقر در گه‌گیونگ (문반) بود. جایگاه سوگیونگ برای همیشه تنزل یافت و نقش آن به عنوان یک وزنه تعادل سیاسی و ایدئولوژیک در برابر پایتخت از بین رفت. مقامات دانشمند کنفوسیوسی، به رهبری کیم بو شیک، بدون هیچ جناح رقیبی برای مهار قدرتشان، کنترل خود را بر دولت گوریو تثبیت کردند و جهان‌بینی محافظه‌کارانه و چین‌محور خود را ریشه‌دار ساختند.   

### افزایش تحقیر نظامیان
پیروزی مقامات مدنی بر جناح سوگیونگ، که دارای شخصیتی رزمی‌تر بود، به طور چشمگیری روند موجود سونگ‌مون‌چون‌مو (숭문천무، "ارج نهادن به ادبیات، تحقیر نظامی‌گری") را تشدید کرد. مقامات نظامی، که در سرکوب شورش نقش اساسی داشتند، با تحقیر فزاینده‌ای از سوی ادیبان پیروز روبرو شدند. این کینه و تحقیر فزاینده در میان طبقه نظامی برای دهه‌ها انباشته شد و شرایط انفجاری را ایجاد کرد که مستقیماً به کودتای نظامی ۱۱۷۰(무신정변) منجر شد؛ کودتایی که دولت مدنی را سرنگون کرد و یک قرن حکومت نظامی را آغاز نمود. این یک طنز عمیق تاریخی است. راه‌حل موفقیت‌آمیز برای بحران ۱۱۳۵ به علت مستقیم فروپاشی سیاسی بسیار بزرگتر قرن دوازدهم تبدیل شد.   

### نبرد تاریخ‌نگاری
تفسیر تاریخی شورش میوچونگ یکی از بحث‌برانگیزترین موضوعات در تاریخ کره است.

#### دیدگاه ارتدکس
روایت سنتی، که توسط پیروزمندانی مانند کیم بو شیک (نویسنده سامگوک ساگی) شکل گرفته است، میوچونگ را به عنوان یک "راهب شریر" (요승) و یک مرتد خطرناک به تصویر می‌کشد که شورش غیرمنطقی‌اش ثبات دولت را تهدید می‌کرد. شکست او به عنوان پیروزی عقل کنفوسیوسی بر خرافات خطرناک تلقی می‌شود.   
ارزیابی مجدد ملی‌گرایانه شین چه‌هو: در اوایل قرن بیستم، در دوره استعمار ژاپن، مورخ ملی‌گرا شین چه‌هو (신채호) این رویداد را به طور رادیکال بازتفسیر کرد. او آن را "بزرگترین رویداد در هزار سال تاریخ کره" (일천년래 제일대사건) نامید. از نظر شین، این شورش یک قیام ساده نبود، بلکه یک جنگ داخلی ایدئولوژیک بود: مبارزه "خود در برابر غیر خود". او آن را به عنوان نبردی بین این دو قطب قاب‌بندی کرد:   
میوچونگ: نماینده یک روحیه بومی، مستقل، توسعه‌طلب و میراث‌دار گوگوریو (자주).
کیم بوشیک: نماینده یک کنفوسیوس‌گرایی مطیع، محافظه‌کار و چین‌محور (사대).
در این دیدگاه، شکست شورش یک تراژدی ملی بود که منجر به از دست دادن شور و نشاط رزمی و روحیه مستقل کره شد و در نهایت آن را در برابر سلطه خارجی‌های بعدی آسیب‌پذیر ساخت. این تفسیر تأثیر عمیقی در کره مدرن داشته است. قرن‌ها بعد، این رویداد پیچیده به میدان نبردی برای هویت مدرن تبدیل شد. شین چه‌هو که به دنبال ساختن یک آگاهی ملی کره‌ای مدرن و مستقل در برابر استعمار ژاپن بود، به قهرمانان تاریخی نیاز داشت که تجسم مقاومت و غرور ملی باشند. او این قهرمان را در "مرتد" میوچونگ یافت. با بازتعریف شورش به عنوان یک شکست شریف ناسیونالیسم کره‌ای در برابر اطاعت تحت تأثیر خارجی، شین چه‌هو روایت تاریخی را دگرگون کرد. بنابراین، بحث بر سر اینکه میوچونگ قهرمان بود یا تبهکار، فقط یک بحث تاریخی نیست؛ بلکه بحثی درباره روح خود کره است—اینکه آیا هویت آن باید با ثبات شبه‌جزیره‌ای و دیپلماسی قاره‌ای (ساده) تعریف شود یا با استقلال رزمی و توسعه‌طلبی شمالی.

## رؤیای میوچونگ
شورش میوچونگ به طرز وحشیانه‌ای سرکوب شد و دولت ده‌وی او پس از یک وجود کوتاه و خشونت‌بار از نقشه پاک گردید. در کوتاه‌مدت، کیم بو شیک و هیئت حاکمه گه‌گیونگ پیروز شدند. با این حال، شکست شورش زنجیره‌ای از وقایع را به حرکت درآورد که به فروپاشی دولت مدنی گوریو و یک قرن دیکتاتوری نظامی منجر شد. عمیق‌تر از آن، این درگیری یک تنش بنیادین و حل‌نشده در قلب هویت کره‌ای را آشکار ساخت—مبارزه‌ای بین رؤیای قاره‌ای و توسعه‌طلبانه گوگوریو و واقعیت شبه‌جزیره‌ای و دیپلماتیک گوریو. شبح میوچونگ، چه به عنوان یک راهب مرتد و چه به عنوان یک شهید ملی‌گرا نگریسته شود، همچنان تاریخ کره را تسخیر کرده و نماینده یک مسیر جایگزین و جسورانه برای ملت است، مسیری که به خشونت بسته شد اما هرگز به طور کامل فراموش نشد.